# Parapeba lyciformis
Parapeba lyciformis là một loài bọ cánh cứng trong họ Cerambycidae.